# Rambo
Rambo (eng. First Blood), američki akcijski/triler film iz 1982. godine u režiji Teda Kotcheffa i sa Sylvestrom Staloneom u glavnoj ulozi naslovnog junaka Johna Ramba, traumatiziranog vijetnamskog veterana.
Film je temeljen na noveli First Blood Davida Morrellija, a u SAD-u premijerno je prikazan 22. listopada 1982. godine pod naslovom First Blood ostvarivši osrednji rezultat na kino blagajnama. Na međunarodnom tržištu, film je poznat i kao Rambo: First Blood ili samo kao Rambo.
Prvi film iz serijala sadrži mnogo manje akcije i nasilja, ne samo u odnosu na kasnije nastavke, nego i u odnosu na literarni predložak.

## Sadržaj
Traumatizirani vijetnamski veteran i bivši pripadnik zelenih beretki John J. Rambo (Sylvester Stallone) stiže u gradić Hope posjetiti prijatelja, no lokalni šerif Teasle (Brian Dennehy) želi ga odmah protjerati. Zlostavljanje u policijskoj postaji potakne mu sjećanja na mučenja u ratnom zarobljeništvu pa se, pobjegavši, odlučuje na osvetu. Šerif sazove potjeru, no Rambo u divljini sam postane progonitelj, zbog čega lokalne vlasti pozovu u pomoć njegova bivšeg zapovjednika pukovnika Trautmana (Richard Crenna).

## Uloge
- Sylvester Stallone - John Rambo
- Richard Crenna - pukovnik Sam Trautman
- Brian Dennehy - šerif Will Teasle
- Bill McKinney - policijski kapetan Dave Kern

## Zanimljivosti
- Neki od slavnih filmskih glumaca poput Clinta Eastwooda, Stevea McQueena, Al Pacina, Dustina Hoffmana, Nick Nolte i Johna Travolte bili su u opciji za dobivanje uloge Johna Ramba.[3]
- Veći dio radnje filma odvija se u izmišljenom gradiću Hope u državi Washington. Zanimljivo je da je mjesto radnje odglumio stvarni gradić Hope iz Britanske Kolumbije, Kanada.[3]
- Stallone je zadobio nekoliko ozbiljnijih ozljeda tijekom snimanja. U sceni gdje Rambo skače niz liticu, Stallone je slomio rebro. Također, u sceni gdje pred progoniteljima bježi kroz rudarsko okno, Stallone ozljedio ruku dodirnuvši pušćanu cijev iz koja je netom poslije opalila.[3]